# Alpen-Felsenblümchen
Das Alpen-Felsenblümchen (Draba alpina) ist eine Art aus der Gattung der Felsenblümchen (Draba) und gehört zu den Kreuzblütengewächsen (Brassicaceae). Der Name der Art ist eigentlich nicht genau zutreffend, da die Art den Alpen in Europa fehlt; sinngemäß gemeint ist eigentlich "Alpines Felsenblümchen".

## Beschreibung
Die mehrjährige krautige Pflanze bildet kleinere Polster, kann aber auch halbstrauchig wachsen. Sie wird etwa 5 bis 20 cm hoch. Die in einer Rosette angelegten Blätter sind ganzrandig und dünn. Die Blattoberseite erscheint kahl, während die Blattunterseite, sowie der blattlose Stängel mit Sternhaaren besetzt sind.
Die Blüten des Alpen-Felsenblümchens, aus denen sich später glatte, elliptische Schötchen entwickeln, besitzen vier gelbe oder weiße Kronblätter, die 3,5 bis 5 mm lang sein können und zum Ende schmaler werden. Der Fruchtstand hat eine längliche, traubenförmige Gestalt mit sich ausbreitenden Zweigen. 
Die Blütezeit ist von Juni bis Juli.
Die Chromosomenzahl beträgt 2n = 64, 80 oder 120.

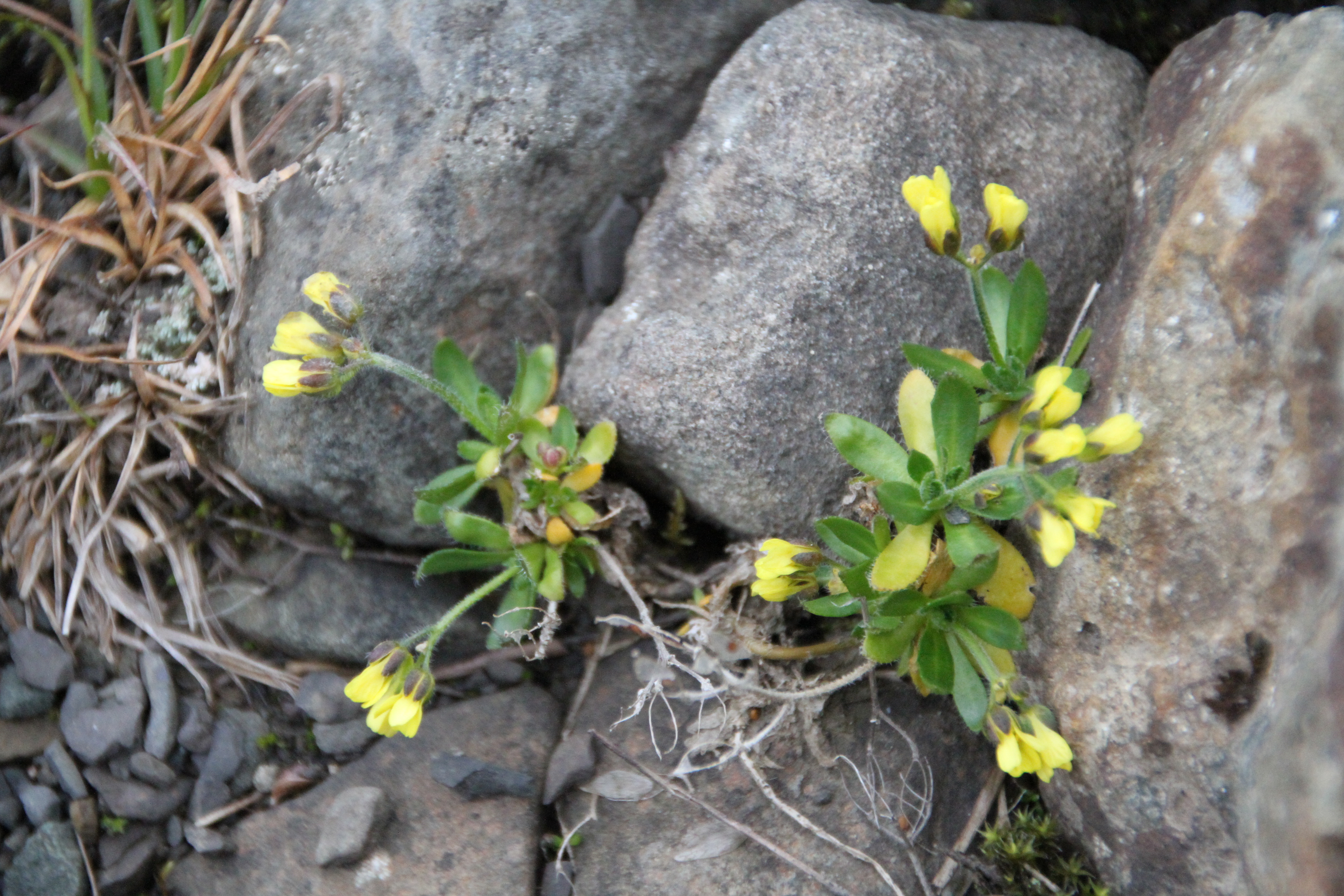
Alpen-Felsenblümchen (Draba alpina) auf Spitzbergen

## Vorkommen
Das Alpen-Felsenblümchen kommt auf feuchten, kalkigen Böden in alpinen und polaren Regionen vor, fehlt jedoch den Alpen. Bevorzugte Standorte sind Schneetälchen, Felssimse und Fließerdeböden.

## Sonstiges
Das griechische Wort drabe, von dem sich der wissenschaftliche Name ableitet, bedeutet "scharf", "bitter" oder auch "brennend". "Alpinus" meint hier die alpine Stufe; nicht das Gebirge der Alpen.